# جامعة الوادي الدولية الخاصة
جامعة الوادي الدولية (يشار إليها عادة باسم الجامعة الألمانية السورية)، هي جامعة سورية خاصة ذات توجه دولي، وتقع في وادي النصارى في حمص في سوريا.
أُسِّسَت الجامعة من قبل مهاجرين سوريين ألمان يعيشون في ألمانيا ولديهم صلات قوية بمؤسسات التعليم العالي الألمانية. سميت الجامعة في البداية باسم جامعة الوادي الألمانية السورية ولكن تغيير اسمها لاحقًا إلى جامعة الوادي الدولية.
أبرمت جامعة الوادي الدولية اتفاقيات مع العديد من الجامعات الألمانية مثل جامعة أوتو فون-غريكي ماغديبورغ، وجامعة أولدنبورغ، وجامعة براندنبورغ للتكنولوجيا، لدعم كلياتها وتميز نفسها عن الجامعات الخاصة الأخرى في سوريا. وهي الجامعة الوحيدة في سوريا التي تدرس برامجها باللغة الإنجليزية.[بحاجة لمصدر]
تقدم الجامعة عشر درجات بكالوريوس، وهي مقسمة إلى ثلاث كليات. يوجد في جامعة الوادي الدولية هيئة طلابية من حوالي 2500 طالب جامعي.

## الكليات
تضم الجامعة أربع كليات: كلية طب الأسنان، كلية الهندسة، كلية الإدارة، كلية الصيدلة
تمنح الجامعة درجة البكالوريوس في التخصصات التالية:
- طب الأسنان (برنامج 5 سنوات)
- هندسة الكمبيوتر (برنامج 5 سنوات)
- هندسة الاتصالات (برنامج 5 سنوات)
- معلوماتية الأعمال (برنامج 5 سنوات)
- الهندسة المعمارية (برنامج 5 سنوات)
- الهندسة المدنية (برنامج 5 سنوات)
- إدارة الأعمال (برنامج 4 سنوات)
- التسويق الإلكتروني (برنامج 4 سنوات)
- الخدمات المصرفية الإلكترونية (برنامج 4 سنوات)
- الإدارة والأعمال الإلكترونية (برنامج 4 سنوات)
- الصيدلة (برنامج 5 سنوات)